# 川島-周會談
川島-周會談是指1965年4月19日日本內閣總理大臣特使川島正次郎和中華人民共和國國務院總理周恩來在印尼雅加達舉行的一次會談，會談使當時嚴峻的中日關係有所改善。

## 背景
中日關係自1950年代末開始不斷惡化，相繼發生吉田信件事件、長崎國旗事件、周鴻慶事件等外交糾紛，此外，中國政府也不斷強調支持日本的「進步分子」和革命人士（即左翼人士），加上日本政府對中國問題一直實行政經分離的政策，使兩國間的溝通渠道愈來愈狹窄。
1965年4月，在印尼雅加達舉行亞非會議成立10周年紀念大會，中日兩國都派代表團去參加。其中，中國代表團團長是總理周恩來；而日本內閣總理大臣佐藤榮作派自由民主黨副總裁川島正次郎為特使，組團前往印尼出席慶祝活動，並致力於解決中國問題以及印尼-馬來西亞外交危機。
川島於4月14日抵達印尼，4月16日與印尼總統蘇加諾進行會晤，蘇加諾聽取了川島的對華政策說明之後，表示愿意進行斡旋，推動川島和周兩人進行會談。

## 會談內容
4月19日13時起，川島正次郎和周恩來在獨立宮舉行了會談，會談時間約2小時20分鐘。
從已批露的內容知道，周恩來首先強調日本政府不應支持台灣政府，台灣問題是中國的內政，不能干涉中國內政。而川島則表示日本從沒有採取敵視中國的政策，出於道義原因，必須尊重日台之間簽訂的《日華和約》，而且要求中國政府停止對日本左翼分子的支援，因為這也是干涉日本內政。
然後，川島提出兩國間舉行定期大使級會議的建議，而周卻進一步說大使級很難解決問題，不如舉行部長級會議。
自此，兩國幾乎中斷的政府高層互動的恢復取得共識。川島表示他回國後和佐藤首相商量之後就會到阿爾及利亞向周恩來帶來喜訊（當年預定阿爾及利亞即將舉行第二次亞非會議）。

## 共識流產
川島回國後，佐藤內閣很快就同意川島-周會議取得的共識，並且再一次派川島為首席代表，連同外務大臣椎名悅三郎、三井銀行社長佐藤喜一郎等前往阿爾及利亞。但是第二次亞非會議舉行前夕，阿爾及利亞突然發生軍事政變，使亞非會談不得不取消，川島和周兩人未能就共識進一步作出實踐。幾年後，川島病逝，第二次川島-周會談一直沒有達成。